# Macroglossum milvus
Macroglossum milvus är en fjärilsart som beskrevs av Francis P. L. Pollen och Vandam 1868. Macroglossum milvus ingår i släktet Macroglossum och familjen svärmare. Inga underarter finns listade i Catalogue of Life.